# Agnieszka Hajdukiewicz
Agnieszka Hajdukiewicz – polska ekonomistka, doktor habilitowany nauk społecznych, profesor na Uniwersytecie Ekonomicznym w Krakowie, specjalistka od międzynarodowych stosunków gospodarczych, handlu zagranicznego oraz marketingu międzynarodowego.

## Kariera naukowa
W 1993 roku została zatrudniona na Uniwersytecie Ekonomicznym w Krakowie, gdzie w 1999 roku na jego  Wydziale Ekonomii i Stosunków Międzynarodowych uzyskała stopień doktora nauk ekonomicznych na podstawie rozprawy pt. Źródła i metody rywalizacji w stosunkach handlowych między Stanami Zjednoczonymi a Unią Europejską, której promotorem był Stanisław Miklaszewski. W 2022 roku ten sam wydział nadał jej stopień doktora habilitowanego nauk społecznych na podstawie pracy pt. Oznaczenia geograficzne produktów rolno-spożywczych w relacjach handlowych Unii Europejskiej.